# Connecticut Sun 2006
La stagione 2006 delle Connecticut Sun fu l'8ª nella WNBA per la franchigia.
Le Connecticut Sun vinsero la Eastern Conference con un record di 26-8. Nei play-off vinsero la semifinale di conference con le Washington Mystics (2-0), perdendo poi la finale di conference con le Detroit Shock (2-1).

## Roster
| N° | Naz.                   | Ruolo | Sportivo          | Anno | Alt. | Peso |
| -- | ---------------------- | ----- | ----------------- | ---- | ---- | ---- |
| 2  | Stati Uniti (bandiera) | A     | Brooke Queenan    | 1984 | 188  | 84   |
| 10 | Stati Uniti (bandiera) | G     | Jamie Carey       | 1981 | 168  | 61   |
| 11 | Stati Uniti (bandiera) | C     | Taj McWilliams    | 1970 | 191  | 83   |
| 12 | Polonia (bandiera)     | C     | Margo Dydek       | 1974 | 218  | 101  |
| 13 | Stati Uniti (bandiera) | G     | Lindsay Whalen    | 1982 | 173  | 68   |
| 14 | Australia (bandiera)   | C     | Laura Summerton   | 1983 | 188  | 76   |
| 15 | Stati Uniti (bandiera) | A     | Asjha Jones       | 1980 | 188  | 90   |
| 22 | Stati Uniti (bandiera) | A     | Jessica Brungo    | 1982 | 185  | 75   |
| 24 | Stati Uniti (bandiera) | GA    | Megan Mahoney     | 1983 | 183  | 73   |
| 31 | Australia (bandiera)   | G     | Erin Phillips     | 1985 | 170  | 73   |
| 32 | Stati Uniti (bandiera) | GA    | Katie Douglas     | 1979 | 185  | 75   |
| 33 | Stati Uniti (bandiera) |       | Ambrosia Anderson | 1984 | 185  | 76   |
| 42 | Stati Uniti (bandiera) | G     | Nykesha Sales     | 1976 | 183  | 73   |
| 43 | Stati Uniti (bandiera) | A     | Le'coe Willingham | 1981 | 183  | 91   |

## Staff tecnico
- Allenatore: Mike Thibault
- Vice-allenatori: Bernadette Mattox, Scott Hawk
- Preparatore atletico: Jeremy Norman
- Preparatore fisico: Lisa Ciaravella